# Krister Trondsen
Krister Trondsen (ur. 12 lutego 1978) – norweski biegacz narciarski, trzykrotny medalista mistrzostw świata juniorów.

## Kariera
Po raz pierwszy na arenie międzynarodowej pojawił się w lutym 1997 roku podczas mistrzostw świata juniorów w Canmore. Zajął tam trzecie miejsce w sztafecie oraz dziewiąte w biegu na 10 km techniką klasyczną. Na rozgrywanych rok później mistrzostwach świata juniorów w Pontresinie zdobył srebrny medal w sztafecie oraz brązowy na dystansie 30 km stylem klasycznym.
W zawodach Pucharu Świata zadebiutował 3 marca 2000 roku w Lahti, gdzie zajął 46. miejsce w sprincie stylem dowolnym. Pierwsze pucharowe punkty zdobył pięć dni później w Holmenkollen, zajmując piętnaste miejsce w sprincie stylem klasycznym. Najlepszy wynik w zawodach tego cyklu osiągnął 14 marca 2007 roku w Drammen, gdzie w sprincie klasykiem zajął szóste miejsce. W klasyfikacji generalnej sezonu 2006/2007 zajął ostatecznie 69. miejsce, a w klasyfikacji sprintu 39. miejsce.
Nigdy nie wziął udziału w mistrzostwach świata ani igrzyskach olimpijskich.

## Osiągnięcia

### Mistrzostwa świata juniorów
| Miejsce | Dzień       | Rok  | Miejscowość  | Konkurencja             | Wynik     | Strata  | Zwycięzca        |
| ------- | ----------- | ---- | ------------ | ----------------------- | --------- | ------- | ---------------- |
| 9.      | 12 lutego   | 1997 | Canmore      | 10 km stylem klasycznym | 26:26,9   | +1:12,8 | Bruno Carrara    |
| 3.      | 14 lutego   | 1997 | Canmore      | Sztafeta 4x10 km        | 1:45:25,6 | +1:06,7 | Włochy           |
| 17.     | 21 stycznia | 1998 | Sankt Moritz | 10 km stylem dowolnym   | 25:27,0   | +1:13,3 | Andreas Koiser   |
| 2.      | 23 stycznia | 1998 | Sankt Moritz | Sztafeta 4x10 km        | 1:49:26,3 | +13,2   | Czechy           |
| 3.      | 25 stycznia | 1998 | Sankt Moritz | 30 km stylem klasycznym | 1:27:16,9 | +30,4   | Aleksiej Łuszkin |

### Puchar Świata

#### Miejsca w klasyfikacji generalnej
- sezon 1999/2000: 88.
- sezon 2000/2001: 115.
- sezon 2002/2003: 99.
- sezon 2003/2004: 77.
- sezon 2004/2005: 98.
- sezon 2006/2007: 69.

#### Miejsca na podium
Trondsen nigdy nie stał na podium indywidualnych zawodów Pucharu Świata.